# 峽谷地國家公園
峽谷地國家公園（Canyonlands National Park）是美國的一个國家公園，位於猶他州的摩押（Moab）附近，它保留了一大片色彩鮮明的大地景觀，被科羅拉多河及其支流侵蝕成數不清的峽谷、台地、及孤峰等地形。河流將國家公園分成幾大區：天空之島（Island in the Sky）、針峰（Needles）、迷宮（Maze）。這些區域都共同有一個原始沙漠氣息，而每一區也都各有特色。公園佔地1366平方公里。科羅拉多河和格林河流經科羅拉多高原，將之切割成許多峽谷。

## 地理
科罗拉多河与格林河在公园内汇合，将其分为三个区域，分别为天空之岛（Island in the Sky）、針峰区（The Needles）和迷宫区（The Maze）。科罗拉多河在与格林河汇合后穿过急流峡谷（Cataract Canyon）流向下游。
天空之岛区位于公园北部，是科罗拉多河和格林河之间的一片广阔而平坦的高地。该区域有多个观景点，可以俯瞰位于天空之岛下方1200英尺（约370米）的白边（White Rim），以及位于白边下方约1000英尺（约300米）的河水。
針峰区位于天空之岛南部，位于科罗拉多河的东侧。该区域因其红白相间的岩石尖塔而得名，这些尖塔是该地区的主要地貌特征。除此之外，針峰区内还有各种天然形成的岩石结构，包括地堑、壶穴和拱门。与拱门国家公园不同，拱门国家公园的许多拱门可以通过短至中等距离的徒步到达，而針峰区的大多数拱门位于偏远的峡谷中，需要长途徒步或驾驶四驱车才能到达。
迷宫区位于科罗拉多河和格林河的西侧，是公园中最难进入的区域，也是美国最偏远、最难到达的地区之一。
马蹄峡谷（Horseshoe Canyon）位于迷宫区以北，与主园区并不相连，其中有晚期古代（公元前2000年-公元前1000年）狩猎采集者创作的岩刻艺术。这片区域最初被称为障壁峡谷（Barrier Canyon），其文物、居住遗址、岩画和壁画是美国最古老的一批。
古普韦布洛人曾居住在这一地区，他们的一些石制和泥制房屋保存得相当完好，尽管他们使用的物品和工具大多被盗墓者取走了。古普韦布洛人还创作了岩刻艺术，最著名的是在通往針峰区的公路旁的报纸岩（Newspaper Rock）上的岩刻。

## 地質
峡谷地国家公园展示了大自然的地质奇观。在公园的各个区域，游客可以看到数百万年的侵蚀在沉积岩上留下的印记。

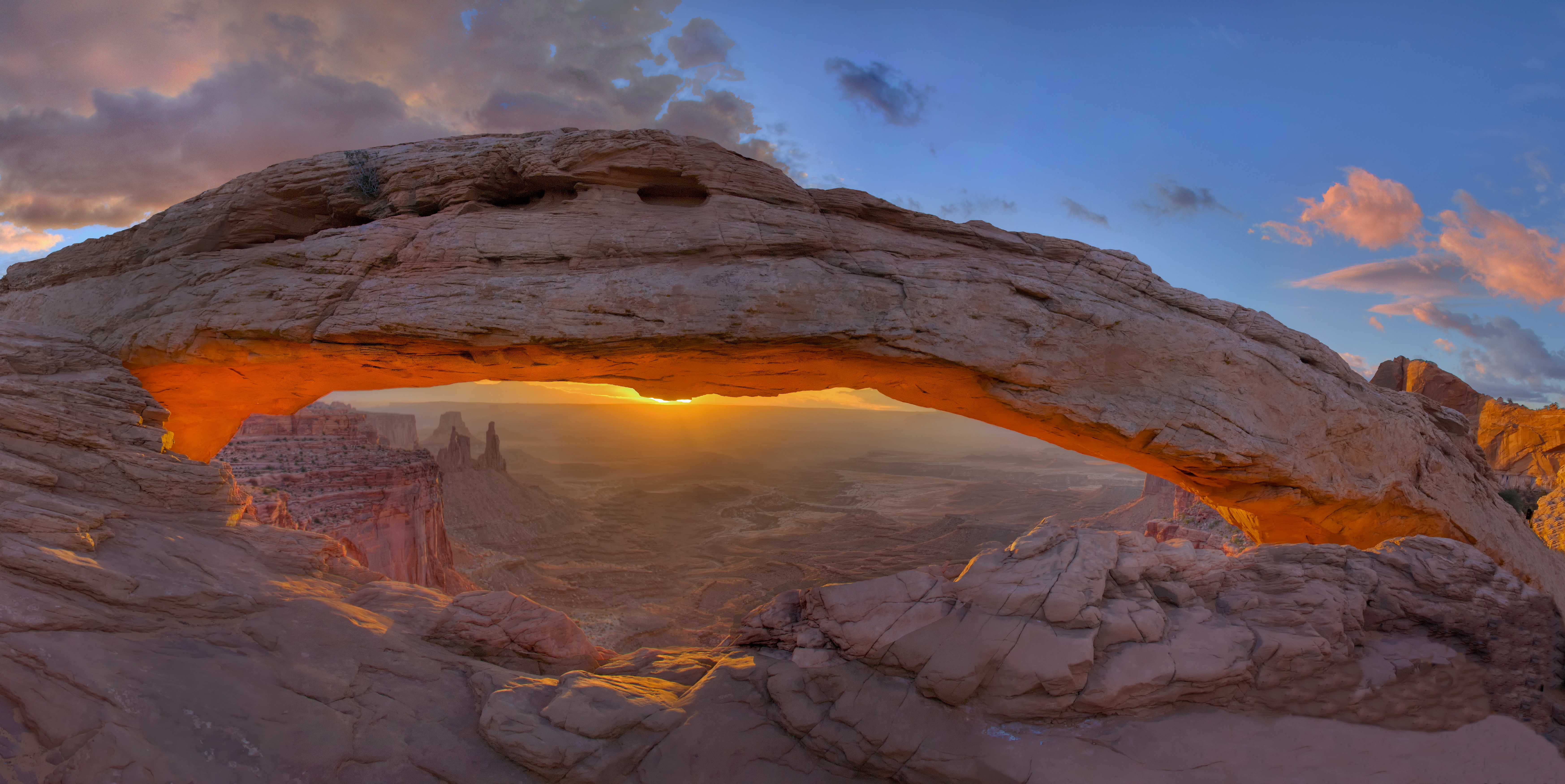
梅薩拱門的日出

在峡谷地国家公园中可见的大部分岩石来自遥远的山脉，如远古的落基山脉，甚至阿巴拉契亚山脉。千百万年来，这些岩石被风化并通过风和水带到这里，形成了堆积物，最终成为了不同的沉积岩层。有些岩层是由河流沉积的。风带来了最厚的几个岩层，在古代海洋岸边形成了广袤的沙漠或沙丘。这些不断积累的岩石形成了一个地质上的“层叠蛋糕”，大部分物质被埋进地表之下。当时没有峡谷，只有缓缓向远方延伸的辽阔平原。
峡谷地国家公园中的许多岩层曾今都处于接近海平面的地区。如今，这里的平均海拔已超过5000英尺（约1524米），这体现了显著的地壳抬升。峡谷地位于科罗拉多高原区域内，这片高原区域耸立于周围的地形之上。大约2000万年前，地壳运动开始改变北美的地貌，塑造了落基山脉、大盆地与内华达山脉，以及科罗拉多高原等现代地形。一些地质学家认为，自地壳抬升开始以来，这片高原可能已经上升了多达1万英尺（约3048米）。
地壳运动还造成了裂缝，使得熔融的岩石从地球深处上升。在某些地方，岩浆在到达地表之前冷却，形成了嵌在周围沉积岩层中的更坚硬的火成岩。随着时间的推移，侵蚀作用暴露了这些更坚硬的沉积，形成了峡谷地周围的独立山脉：拉萨尔山脉（La Sal Mountains）、亨利山脉（Henry Mountains）和阿巴霍山脉（Abajo Mountains）。
今天的峡谷地景观主要是由侵蚀塑造的。随着这一地区逐渐抬升，河流开始将这些沉积物从不断上升的高原上移走。格林河和科罗拉多河开始切割这片地质“层叠蛋糕”，暴露出埋藏的沉积物，形成了峡谷地国家公园中的峡谷。
然而，河流并不是唯一的侵蚀力量。夏季雷暴带来的大雨冲刷着这片土地。一些岩层比其他岩层更容易被侵蚀。当较软的岩石流失后，较硬的岩层形成了裸露的岩架，使得峡谷的岩壁呈现出阶梯状外观。有时候，一块较硬的岩石会保护下面的较弱岩层，形成平衡石和石塔。最好的例子可以在天空之岛的纪念碑盆地（Monument Basin）和迷宫区的立石之地（Land of Standing Rocks）看到。水也会渗入岩石中的裂缝，逐渐扩大这些裂缝，直到只剩下像針峰区那样的细长岩柱。

## 外部連結
- National Park Service: Canyonlands National Park （页面存档备份，存于）
- Canyonlands Field Institute nonprofit support group
- 维基导游上有關峽谷地國家公園的旅行指南
- Canyonlands Natural History Association （页面存档备份，存于） a not-for-profit organization established to assist the scientific and educational efforts of the National Park Service